# Srednje Selo (żupania pożedzko-slawońska)
Srednje Selo – wieś w Chorwacji, w żupanii pożedzko-slawońskiej, w mieście Pleternica. W 2011 roku liczyła 285 mieszkańców.